# جاسمین باسین
جاسمین باسین بازیگر و مدل هندی است که در تلویزیون هندی در کنار فیلم‌های پنجابی به فعالیت مشغول است. او در سال ۲۰۱۱، با حضور در فیلم تامیل با نام آسمان حرفه بازیگری خود را شروع کرد. باسین اولین بازی خود در فیلم پنجابی را در برابر جیپی گروال در فیلم کمدی درام ماه عسل (۲۰۲۲) انجام داد.

## فیلم‌شناسی
فیلم
| سال  | نام فیلم            | نقش   | زبان   | منبع  |
| ---- | ------------------- | ----- | ------ | ----- |
| ۲۰۱۱ | آسمان               | پری‌یا | تامیل  |       |
| ۲۰۱۶ | خوب، معمولی، بی‌ارزش | سونو  | تامیل  | [ ۲ ] |
| ۲۰۲۲ | ماه عسل             | سوک   | پنجابی | [ ۳ ] |
| ۲۰۲۴ | هشدار ۲             | روناک | پنجابی | [ ۴ ] |